# Whatzupwitu
Whatzupwitu (pronunciata What's Up With You) è un brano dell'attore e cantante statunitense Eddie Murphy cantato in duetto con il cantante statunitense Michael Jackson ed estratto il 30 marzo 1993 come secondo e ultimo singolo dall'album Love's Alright di Murphy. È la seconda e ultima collaborazione tra Murphy e Jackson dopo che Murphy ha interpretato il faraone nel videoclip di Remember the Time. In entrambi i casi, ľ uno è stato invitato dalľ altro.

## Il brano

### Genesi dell'opera
Murphy fece varie imitazioni di Jackson in programmi comici all'inizio degli anni '80 e cosi Jackson lo volle incontrare e i due divennero presto amici. Inizialmente i due apparvero insieme ad alcuni spettacoli di premiazione come agli American Music Awards 1989, dove Murphy consegnò un premio a Jackson, e all'Arsenio Hall Show, dove fu Jackson a ricambiare il gesto. Nel 1992 Murphy apparve come guest star nel video di Remember the Time di Jackson, secondo singolo estratto dall'album Dangerous del cantante che stava avendo un grande successo. Murphy chiese così a Jackson se poteva ricambiare il favore partecipando al suo album di prossima uscita. Jackson acconsentì e fece cosi due featuring in due diverse canzoni dell'album: Whatzupwitu, appunto, e la meno conosciuta Yeah, che conteneva strofe cantate da diversi artisti tra i quali, oltre a Jackson, figuravano anche Babyface, Barry White, Bon Jovi, Elton John, Janet Jackson, Paul McCartney e tanti altri. Whatzupwitu tratta del tema della Creazione Divina e di come, secondo il cantante, l'essere umano non possa distruggere l'operato di Dio.
Date le critiche negative ricevute sia verso la canzone che verso il video, Murphy, dopo la morte di Michael Jackson, dichiarò in un'intervista al New York Post:
(Eddie Murphy, New York Post, 2009)

## Il video
Il videoclip del brano venne diretto da Wayne Isham e Klasky Csupo e fu ispirato da alcune opere d'arte e dalla copertina dell'album. Murphy e Jackson vennero ripresi su blue screen mentre in seguito vennero aggiunte alcune immagini in stile cartone animato ed in computer grafica. Il video vede Murphy, vestito con dei pantaloni neri ed una canottiera bianca, e Jackson, in uno dei suoi iconici abiti neri e rossi, cantare e muoversi in un contesto astratto come fossero su delle nuvole con lo sfondo di un cielo azzurro, mentre alcuni cuori alati, note musicali e simboli della pace gli volano intorno. In seguito vengono raggiunti da un coro di ragazzi di colore con delle uniformi scolastiche interpretati dall'Harlem Boys Choir. 

### Accoglienza iniziale
Il video ricevette molte critiche negative da alcuni critici musicali dell'epoca che lo definirono, tra le altre cose, «bizzarro». Anche il pubblico non reagì bene, venendo eletto nel 1999 al numero 3 della classifica di MTV dei "Peggiori video musicali di tutti i tempi".

### Rivalutazione
Dieci anni dopo il video è riemerso online ed alcuni critici hanno rivalutato l'opera, come per esempio un critico del The Gaurdian che lo ha definito un «raro classico» e un video «affascinante» e «geniale» aggiungendo che era stato realizzato in «un momento in cui Michael Jackson poteva inviare un raggio di magico succo di meraviglia attraverso tutto ciò che toccava (musicalmente)».

## Tracce
CD maxi single (Paesi Bassi)
1. "Whatzupwitu" (Album version) - 3:21
2. "Whatzupwitu" (Instrumental version) - 3:21
3. "I Was a King" (Radio Edit) - 4:05

12" promo (USA)
- A1. Whatzupwitu (Klub Mix Full) - 7:21
- A2. Whatzupwitu (Klub Mix Edit) - 3:52
- A3. Whatzupwitu (Hip Hop Remix) - 4:47
- B1. Whatzupwitu (Eclipse Mix) - 6:30
- B2. Whatzupwitu (LP Version) - 3:21
- B3. Whatzupwitu (Klub Mix Dub) - 6:34

12" singolo (USA)
- A. Whatzupwitu (Klub Full Mix) - 7:12
- B1. Whatzupwitu (Klub Mix Edit) - 3:52
- B2. Whatzupwitu (Hip Hop Remix Edit) - 3:47

CD promo (USA)
1. Whatzupwitu (Klub Mix Edit) - 3:52
2. Whatzupwitu (Hip Hop Remix Edit) - 3:47
3. Whatzupwitu (Klub Mix Full) - 7:21
4. Whatzupwitu (Eclipse Mix) - 6:30
5. Whatzupwitu (Hip Hop Remix) - 4:47
6. Whatzupwitu (LP Version) - 3:21

CD singolo (Francia)
1. Whatzupwitu - 3:21
2. Whatzupwitu (Instrumental) - 3:19

## Classifiche
| Classifica (1993)                    | Posizione raggiunta |
| ------------------------------------ | ------------------- |
| Francia                              | 36                  |
| Paesi Bassi                          | 50                  |
| U.S. Billboard Hot R&B/Hip-Hop Songs | 74                  |